# Última comida
Una última comida, es un ritual que precede a la ejecución de un reo condenado a pena de muerte.
Varios países tienen tradiciones sobre este tema: "un pequeño vaso de ron", pero sin comida formal, por ejemplo, era lo que se ofrecía históricamente en Francia, minutos antes de la ejecución, pero no una comida, puesto que el condenado se enteraba de la sentencia minutos antes de su muerte.

## Restricciones actuales
Contrariamente a la creencia común de que todas las solicitudes de última comida, independientemente de su complejidad, deben cumplirse, existen varias restricciones sobre lo que se puede solicitar.
En Estados Unidos, la mayoría de estados ofrecen la llamada "comida especial" uno o dos días antes de la ejecución. En ellas, no se admiten peticiones inviables o se reemplazan por sustitutos. En algunos estados existen restricciones rígidas: en Florida, la comida debe ser local y con un coste inferior a 40$, en Oklahoma, el coste se limita a tan solo 15$. En Luisiana, el guardia de la prisión se une a la comida, dándose la ocasión en la que éste pagó de su bolsillo una comida con langosta para compartir con el reo.
En algunos casos, el prisionero comparte la comida con otro prisionero (como hizo Francis Crowley con John Resko) o la reparte entre varios (tal y como solicitó que se hiciera Raymond Fernandez).
En Texas, se cree que la tradición de las últimas comidas personalizadas se estableció alrededor de 1924. Sin embargo, en septiembre de 2011, el estado de Texas abolió todas las solicitudes de comidas especiales después de que el prisionero condenado Lawrence Russell Brewer solicitara una última comida grande y costosa, pero no comió nada, afirmando que no tenía hambre.Desde entonces, la última comida del prisionero es lo que se sirve en la cafetería de la Unidad Huntsville el día de la ejecución.

## Solicitudes de última comida documentadas
Esto representa los artículos solicitados, según lo informado, pero no en todos los casos representa lo que el prisionero realmente recibió.

### Europa
| Nombre             | Delito                                                                           | País                                  | Año  | Método de ejecución         | Comida solicitada |
| ------------------ | -------------------------------------------------------------------------------- | ------------------------------------- | ---- | --------------------------- | --- |
| Roger Casement     | Traición (obtención de ayuda del Imperio Alemán para el Levantamiento de Pascua) | Reino Unido de Gran Bretaña e Irlanda | 1916 | Ahorcamiento                | Pan sacramental. Casement se convirtió al catolicismo antes de su ejecución y declaró que tenía la intención de ir "a mi muerte con el cuerpo de mi Dios como mi última comida".                                                     |
| Ruth Ellis         | Asesinato                                                                        | Reino Unido                           | 1955 | Ahorcamiento                | Huevos revueltos. |
| Véronique Frantz   | Asesinato en serie                                                               | Segundo Imperio francés               | 1854 | Decapitación por guillotina | Café con leche y un panecillo. |
| Fritz Haarmann     | Asesinato en serie                                                               | República de Weimar                   | 1925 | Decapitación por guillotina | Un cigarro caro y una taza de café brasileño. |
| Karl Hopf          | Asesinato en serie                                                               | Imperio Alemán                        | 1914 | Decapitación con hacha      | Embutidos, pan y cerveza. |
| Mathias Kneißl     | Asesinato y robo                                                                 | Imperio Alemán                        | 1902 | Decapitación por guillotina | Seis vasos de cerveza. |
| Peter Kürten       | Asesinato en serie y violación                                                   | República de Weimar                   | 1931 | Decapitación por guillotina | Escalope vienés, patatas fritas y una botella de vino blanco. Pidió una segunda ración y se la dieron. |
| Luis XVI           | Alta traición                                                                    | Primera República Francesa            | 1793 | Decapitación por guillotina | Un pollo salteado, unos pasteles, carne de res hervida y puré de nabos. Además recibió un postre compuesto por dos alitas de pollo, verduras, dos copas de vino cortado con agua, un trozo de bizcocho y una copa de vino de Málaga. |
| Charles Peace      | Asesinato en serie                                                               | Reino Unido de Gran Bretaña e Irlanda | 1879 | Ahorcamiento                | Huevos y una gran cantidad de tocino salado. Pidió un vaso de agua helada pero se lo negaron. |
| Ion Pistol         | Asesinato                                                                        | República Socialista de Rumania       | 1987 | Fusilamiento                | Una tortilla de cebolla. |
| Karl Ludwig Sand   | Homicidio involuntario                                                           | Gran Ducado de Baden                  | 1820 | Decapitación por espada     | Gruel. |
| Friedrich Schumann | Asesinato en serie                                                               | República de Weimar                   | 1921 | Decapitación con hacha      | Frikadeller y nabos Teltow. |
| Adolf Seefeldt     | Asesinato en serie                                                               | Alemania Nazi                         | 1936 | Decapitación por guillotina | Un pollo asado. |

### Asia
| Nombre                           | Delito                                                                 | País      | Año  | Método de ejecución                                           | Comida solicitada |
| -------------------------------- | ---------------------------------------------------------------------- | --------- | ---- | ------------------------------------------------------------- | --- |
| Dipa Nusantara Aidit             | Movimiento 30 de Septiembre                                            | Indonesia | 1965 | Fusilamiento (ejecución extrajudicial por parte del ejército) | Cigarrillos Bentoel entregados sin compasión por un coronel del ejército a petición. |
| Amrozi y Huda bin Abdul Haq      | Terrorismo; involucrados en los atentados de Bali de 2002              | Indonesia | 2008 | Fusilamiento                                                  | Roti canai y patatas fritas hechas con ñame indio de tres hojas. Los dos eran hermanos y compartieron la misma última comida, que fue proporcionada por su familia. |
| Freddy Budiman                   | Posesión de drogas narcóticas                                          | Indonesia | 2016 | Fusilamiento                                                  | Comidas caseras preparadas por su exsuegra: pasteles de pescado Otak-otak y rendang. |
| Andrew Chan y Myuran Sukumaran   | Líderes australianos de los Nueve de Bali                              | Indonesia | 2015 | Fusilamiento                                                  | KFC. Aunque Indonesia no suele conceder pedidos de última comida, a Sukumaran y Chan se les concedió su festín de KFC a través de funcionarios. |
| Cheng Chieh                      | Asesinato en masa; involucrado en el ataque al metro de Taipei en 2014 | Taiwán    | 2016 | Ejecución por disparo                                         | Bentō, que consiste en cerdo guisado, arroz y verduras. |
| Johannes van Damme               | Tráfico de drogas                                                      | Singapur  | 1994 | Ahorcamiento                                                  | Pollo asado con ensalada y Coca-Cola con hielo, huevos fritos y salchichas,y una comida de sopa de guisantes especialmente preparada con salchichas de la embajada holandesa. |
| Leo Echegaray                    | Violación de su hijastra de 10 años                                    | Filipinas | 1999 | Inyección letal                                               | Sardinas y pescado seco. Cuando se anunció la ejecución, compartió la comida con los familiares que se habían reunido en la prisión. |
| Adolf Eichmann                   | Perpetrador del Holocausto                                             | Israel    | 1962 | Ahorcamiento                                                  | Rechazó una comida especial y pidió en su lugar una botella de vino tinto Carmel con la comida habitual de la prisión: queso, pan, aceitunas y té. Bebió aproximadamente la mitad de la botella. |
| Mona Fandey                      | Asesinato                                                              | Malasia   | 2001 | Ahorcamiento                                                  | Rechazó una última comida; en su lugar le dieron una cena de KFC. |
| Saddam Hussein                   | Crímenes contra la humanidad                                           | Irak      | 2006 | Ahorcamiento                                                  | The Times afirma que "rechazó las ofertas de cigarrillos y una última comida de pollo y arroz shawarma".Otras fuentes afirman que Hussein comió su última comida de pollo y arroz, y tomó una taza de agua caliente con miel. Independientemente de la fuente, lo que Hussein comió realmente como última comida es incierto. |
| Sekarmadji Maridjan Kartosuwiryo | Rebelión, librar una guerra contra Indonesia                           | Indonesia | 1962 | Fusilamiento                                                  | Rendang y arroz. Compartió la comida con su esposa y sus hijos, pero él personalmente no la comió. |
| Ajmal Kasab                      | Terrorismo; involucrado en los atentados de Bombay de 2008             | India     | 2012 | Ahorcamiento                                                  | Un tomate junto con "comida de prisión" y dos tazas de té masala. También bebió cuatro botellas de agua mineral. |
| Theerasak Longji                 | Asesinato                                                              | Tailandia | 2018 | Inyección letal                                               | Arroz glutinoso con pollo a la parrilla. |
| Yakub Memon                      | Terrorismo; involucrado en los atentados de Bombay de 1993             | India     | 2015 | Ahorcamiento                                                  | Rechazó una comida especial; le dieron un desayuno de upma, que no comió. |
| Somsak Pornnarai                 | Asesinato y violación                                                  | Tailandia | 1999 | Fusilamiento                                                  | Arroz simple, sopa de tofu con carne de cerdo picada, khanom mo kaeng y una botella de agua. |
| Imam Samudra                     | Terrorismo; involucrado en los atentados de Bali de 2002               | Indonesia | 2008 | Fusilamiento                                                  | Emping melinjo, sagon (galletas de coco javanesas) y pepes elaborados con rastrelliger. |
| John Martin Scripps              | Asesinato en serie                                                     | Singapur  | 1996 | Ahorcamiento                                                  | Una pizza y una taza de chocolate caliente. |
| Jimmy Chua Chap Seng             | Posesión ilegal de armas de fuego                                      | Malasia   | 1989 | Ahorcamiento                                                  | Carne y mariscos. |
| Astini Sumiasih                  | Asesinato                                                              | Indonesia | 2005 | Fusilamiento                                                  | Pan, calamares y frutas variadas. |
| Tangaraju Suppiah                | Tráfico de drogas                                                      | Singapur  | 2023 | Ahorcamiento                                                  | Arroz con pollo, nasi biryani, refresco de helado y dulces con sabor a Milo,y un tazón de wanton mee. |
| Hideki Tōjō                      | Crímenes de guerra japoneses                                           | Japón     | 1948 | Ahorcamiento                                                  | Arroz, sopa de miso y pescado a la parrilla. |

### Canadá
| Nombre                       | Delito    | Provincia | Año  | Método de ejecución | Comida solicitada                   |
| ---------------------------- | --------- | --------- | ---- | ------------------- | ----------------------------------- |
| Arthur Lucas y Ronald Turpin | Asesinato | Ontario   | 1962 | Ahorcamiento        | Bistec, patatas, verduras y pastel. |

### Estados Unidos

#### California
| Nombre                      | Delito                         | Año  | Método de ejecución | Comida solicitada |
| --------------------------- | ------------------------------ | ---- | ------------------- | --- |
| Burton Abbott               | Asesinato y violación          | 1957 | Cámara de gas       | Langostinos gigantes fritos a la francesa con salsa cóctel, una ración de ravioles, ensalada verde (compuesta principalmente de lechuga romana) con aderezo de vinagre y aceite, pastel de chocolate y un paquete de cigarrillos Salem. |
| Clarence Ray Allen          | Asesinato por intermediario    | 2006 | Inyección letal     | Filete de búfalo, pan frito, pollo frito KFC, pastel de nueces sin azúcar, helado de nueces negras sin azúcar y leche entera. Dejó que el helado se descongelara durante una hora y lo convirtió en un batido a mano. |
| Stephen Wayne Anderson      | Asesinato                      | 2002 | Inyección letal     | Dos sándwiches de queso a la parrilla, medio litro de queso cottage, una mezcla de maíz nixtamalizado, rábanos, una rebanada de pie de durazno y medio litro de helado con chispas de chocolate. |
| Donald Jay Beardslee        | Asesinato                      | 2005 | Inyección letal     | Rechazó una comida especial y comió la comida habitual de prisión: macarrones con chile, ensalada y pastel. |
| William Bonin               | Asesinato en serie y violación | 1996 | Inyección letal     | Dos pizzas de pepperoni y salchicha, tres porciones de helado de chocolate y tres paquetes de seis latas de Coca-Cola y Pepsi. |
| Caryl Chessman              | Secuestro, violación y robo    | 1960 | Cámara de gas       | Un sándwich y una Coca-Cola. |
| Billy Cook                  | Asesinato masivo               | 1952 | Cámara de gas       | Pollo frito, patatas fritas, guisantes, pastel de calabaza, café y leche. |
| Elizabeth Ann Duncan        | Asesinato por intermediario    | 1962 | Cámara de gas       | Un bistec y una ensalada. |
| Barbara Graham              | Asesinato                      | 1955 | Cámara de gas       | Un batido y un sundae de chocolate. |
| Robert Alton Harris         | Asesinato                      | 1992 | Cámara de gas       | Un balde de 21 piezas de KFC, dos pizzas grandes de Domino's, helado, una bolsa de grageas, un paquete de seis Pepsi y un paquete de cigarrillos Camel.Las pizzas eran en realidad Tombstone Pizzas, por orden de Vernell Crittendon.Crittendon trabajaba en la prisión y era responsable de tratar con la persona condenada antes de su ejecución. |
| David Mason                 | Asesinato                      | 1993 | Cámara de gas       | Rechazó una comida especial, pero prefirió tomar un poco de agua helada mientras esperaba en su celda. |
| Robert Lee Massie           | Asesinato                      | 2001 | Inyección letal     | Dos batidos de vainilla, papas fritas extra crujientes, ostras fritas extra crujientes y refrescos. |
| Aaron Mitchell              | Asesinato                      | 1967 | Cámara de gas       | Pollo frito, pan con mantequilla y leche. |
| Jaturun Siripongs           | Asesinato                      | 1999 | Inyección letal     | Dos latas de té helado Lucky Arctic y dos tazas de duraznos enlatados Mission Pride. |
| Juanita Spinelli            | Asesinato                      | 1941 | Cámara de gas       | Carne de pavo y una hamburguesa. |
| Thomas Martin Thompson      | Asesinato                      | 1998 | Inyección letal     | Cangrejo rey de Alaska con mantequilla derretida, ensalada de espinacas, arroz frito con cerdo, costillas estilo mandarín, sundae de chocolate caliente y un paquete de seis latas de Coca-Cola. |
| Keith Daniel Williams       | Asesinato                      | 1996 | Inyección letal     | Chuletas de cerdo fritas, una papa al horno con mantequilla, espárragos, ensalada con aderezo de queso azul, pie de manzana y leche entera. |
| Stanley Tookie Williams III | Asesinato                      | 2005 | Inyección letal     | Rechazó una comida especial,pero comió avena y leche antes de su ejecución. |

#### Alabama
| Nombre                   | Delito                | Año  | Método de ejecucuón  | Comida solicitada |
| ------------------------ | --------------------- | ---- | -------------------- | --- |
| Carey Dale Grayson       | Asesinato             | 2024 | Hipoxia de nitrógeno | Tacos suaves, burritos de carne, una tostada, papas fritas con guacamole y un Mountain Dew Baja Blast, todos los cuales fueron pedidos a restaurantes locales. |
| Derrick Ryan Dearman     | Asesinato masivo      | 2024 | Inyección letal      | Un plato de mariscos traído a la prisión desde un restaurante local, que consistía en 'bagre frito, tres camarones fritos, tres camarones hervidos, tres ostras fritas, tres aros de cebolla, un cangrejo relleno y dos acompañamientos'. |
| John Louis Evans         | Asesinato             | 1983 | Electrocución        | Una cena de camarones. |
| Keith Edmund Gavin       | Asesinato             | 2024 | Inyección letal      | Rechazó una última comida, pero aceptó un refrigerio de helado y Mountain Dew. |
| James Barney Hubbard     | Asesinato             | 2004 | Inyección letal      | Dos huevos fritos a término medio, cuatro rebanadas de tocino, tomates en rodajas, tomates verdes fritos, rodajas de piña con mayonesa, pan blanco, un plátano y una botella mediana de jugo V8. |
| Andrew Reid Lackey       | Asesinato             | 2013 | Inyección letal      | Mortadela de pavo, papas fritas y sándwich de queso a la parrilla. |
| Rhonda Belle Martin      | Asesinato en serie    | 1957 | Electrocución        | Una hamburguesa, puré de papas, rollos de canela y café. |
| Alan Eugene Miller       | Asesinato masivo      | 2024 | Hipoxia de nitrógeno | Un filete de hamburguesa, una papa al horno y papas fritas. Durante su ejecución fallida anterior, Miller comió pastel de carne, filete chuckwagon, queso americano, papas fritas, puré de manzana, papas instantáneas, macarrones, manzanas y una bebida de naranja. |
| Jamie Ray Mills          | Asesinato             | 2024 | Inyección letal      | Un plato de mariscos con tres camarones grandes, dos filetes de bagre, tres ostras, tres aros de cebolla y un cangrejo relleno. |
| Walter Moody             | Asesinato             | 2018 | Inyección letal      | Rechazó una comida especial, pero compartió dos sándwiches de Philly cheesesteak, una bolsa de papas fritas, dos sodas Dr. Pepper, una bolsa de M&M's y una barra de Hershey con almendras con dos abogados y tres amigos antes de la ejecución. |
| John Forrest Parker      | Asesinato             | 2010 | Inyección letal      | Pescado frito con papas fritas y té helado |
| Domineque Ray            | Asesinato y violación | 2019 | Inyección letal      | Rechazó una comida especial, pero tuvo la comida regular de desayuno para ese día, que consistía en leche, huevos, mermelada, dos panecillos, ciruelas pasas y papas. |
| Matthew Reeves           | Asesinato             | 2022 | Inyección letal      | Rechazó una comida especial, pero pidió una botella de Sprite antes de su ejecución. |
| Kenneth Eugene Smith     | Asesinato             | 2024 | Hipoxia de nitrógeno | Un T-bone steak, papas ralladas, tostadas y huevos cubiertos con salsa A.1. Aunque Alabama generalmente sirve la última comida por la tarde antes de la ejecución, la comida de Smith se sirvió a las 10 AM, y no se le permitió beber líquidos después de las 4 PM, dos horas antes de que comenzara su ejecución. Esto se hizo como precaución para minimizar la posibilidad de que Smith vomitara dentro de su máscara mientras se bombeaba el gas. Durante su ejecución fallida anterior, Smith comió filetes de bagre, papa al horno y ensalada de col. |
| Thomas Warren Whisenhant | Asesinato en serie    | 2010 | Inyección letal      | Muslos de pollo, papas fritas, queso americano, bebida de naranja, café y pudín de chocolate. |
| Nathaniel Woods          | Asesinato             | 2020 | Inyección letal      | Batatas, espinacas, una hamburguesa de pollo, muslo de pollo, manzanas cocidas, papas fritas, dos naranjas y bebida de naranja. |

#### Texas
Después de que Texas abolió las solicitudes de última comida en 2011, a todos los presos condenados a muerte en Texas se les ha servido comida regular de prisión.
| Nombre                  | Delito                                                    | Año  | Método de ejecución | Comida solicitada |
| ----------------------- | --------------------------------------------------------- | ---- | ------------------- | --- |
| James David Autry       | Asesinato                                                 | 1984 | Inyección letal     | Una hamburguesa, papas fritas y un Dr. Pepper. |
| Odell Barnes Jr.        | Asesinato                                                 | 2000 | Inyección letal     | "Justicia, Igualdad, Paz Mundial." Dado que no era una solicitud de comida en absoluto, la petición de Barnes no pudo ser concedida. |
| Lawrence Russell Brewer | Asesinato                                                 | 2011 | Inyección letal     | Dos filetes de pollo frito cubiertos con salsa gravy y cebollas en rodajas, una hamburguesa triple con queso y tocino con guarniciones aparte, una tortilla de queso con carne molida, tomates, cebollas, pimientos y jalapeños, un tazón grande de okra frita con kétchup, una libra de alitas de barbacoa con medio pan de molde blanco, tres fajitas con guarniciones, una pizza Meat Lovers, tres cervezas de raíz, una pinta de helado de vainilla Blue Bell y una barra de dulce de mantequilla de maní con cacahuates triturados. Aunque se aprobó la solicitud de Brewer, rechazó la comida cuando llegó, alegando que simplemente no tenía hambre. Este incidente llevó a Texas a dejar de conceder solicitudes de última comida a los condenados a muerte. |
| Charles Brooks Jr.      | Asesinato                                                 | 1982 | Inyección letal     | Un T-bone steak, papas fritas, kétchup, salsa Worcestershire, panecillos, cobbler y té helado. |
| Ruben Cantú             | Asesinato                                                 | 1993 | Inyección letal     | Pollo frito y arroz. |
| Richard Cartwright      | Asesinato                                                 | 2005 | Inyección letal     | Pollo frito, una hamburguesa con queso, aros de cebolla, papas fritas, tocino, salchicha, cheesecake y rollos de canela. |
| Ignacio Cuevas          | Perpetrador del asedio a la prisión de Huntsville de 1974 | 1991 | Inyección letal     | Pollo con albóndigas, arroz al vapor, pan en rebanadas, frijoles carita y té helado. |
| Humberto Leal Garcia    | Asesinato y violación                                     | 2011 | Inyección letal     | Pollo frito, pico de gallo, tacos, dos refrescos de cola y un tazón de okra frita. |
| Johnny Frank Garrett    | Asesinato                                                 | 1992 | Inyección letal     | Helado. |
| Stephen Albert McCoy    | Asesinato en serie                                        | 1989 | Inyección letal     | Una hamburguesa con queso, papas fritas y un batido de fresa. |
| Kenneth Allen McDuff    | Asesinato en serie                                        | 1998 | Inyección letal     | Dos T-bone steaks (bien cocidos) con todas las guarniciones. |
| Eliseo Moreno           | Asesinato en serie                                        | 1987 | Inyección letal     | Cuatro enchiladas de queso, dos filetes de pescado, papas fritas con kétchup, leche y pie de limón. |
| Stephen Peter Morin     | Asesinato en serie                                        | 1985 | Inyección letal     | Un T-bone steak, una papa al horno, mantequilla, guisantes verdes dulces, panecillos, pudín de plátano y café. |
| Eric Charles Nenno      | Asesinato y violación                                     | 2008 | Inyección letal     | Una hamburguesa con queso a la parrilla, cuatro filetes de pescado, seis huevos cocidos y café. |
| Ronald Clark O'Bryan    | Asesinato                                                 | 1984 | Inyección letal     | Un T-bone steak (de término medio a bien cocido), papas fritas con kétchup, maíz en grano entero, guisantes dulces, una ensalada de lechuga y tomate con huevo en rodajas y aderezo francés, té helado, edulcorante, galletas saladas, pie de crema de Boston y rollitos. |
| James Emery Paster      | Asesinato en serie                                        | 1989 | Inyección letal     | Bistec, ensalada, papas fritas y sandía. |
| James Edward Smith      | Asesinato                                                 | 1990 | Inyección letal     | Un trozo de tierra, lo cual fue negado. Optó por un vaso de yogur. |
| Karla Faye Tucker       | Asesinato                                                 | 1998 | Inyección letal     | Un plátano, un durazno y una ensalada con aderezo Ranch o italiano. |

#### Otros estados
| Nombre                | Delito                                      | Estado                         | Año  | Método de ejecución | Comida solicitada |
| --------------------- | ------------------------------------------- | ------------------------------ | ---- | ------------------- | --- |
| Charles Albanese      | Asesinato en serie                          | Illinois                       | 1995 | Inyección letal     | Prime rib, papa al horno, pan de ajo, café, Coca-Cola y helado de pistacho. |
| Jack Alderman         | Asesinato                                   | Georgia                        | 2008 | Inyección letal     | Rechazó una comida especial y se le dio la comida regular de la prisión del día, que consistía en pescado al horno, guisantes, ensalada de col, zanahorias, grits con queso, panecillos, jugo de frutas y pastel de chocolate.Inicialmente, Alderman eligió pollo frito, camarones fritos y un pint de helado de cereza o fresa como última comida, pero no la recibió debido a que su ejecución fue suspendida. |
| Wanda Jean Allen      | Asesinato                                   | Oklahoma                       | 2001 | Inyección letal     | Una bolsa de papas fritas inglesas. |
| Lowell Lee Andrews    | Asesinato                                   | Kansas                         | 1962 | Ahorcamiento        | Dos pollos fritos con guarniciones de puré de papas, judías verdes y pie a la Mode. |
| John Arnold           | Asesinato                                   | Carolina del Sur               | 1998 | Inyección letal     | Un sándwich sub, ensalada mixta, papas fritas y un batido de vainilla, compartido con sus abogados. |
| Joe Arridy            | Falsamente acusado de violación y asesinato | Colorado                       | 1939 | Cámara de gas       | Helado. |
| Herman Dale Ashworth  | Asesinato                                   | Ohio                           | 2005 | Inyección letal     | Dos hamburguesas con queso, lechuga y mayonesa, papas fritas con kétchup, una Dr Pepper y una Mountain Dew. |
| Frank Jarvis Atwood   | Asesinato y secuestro                       | Arizona                        | 2022 | Inyección letal     | Rechazó una última comida, diciendo que estaba en ayuno, pero luego cambió de opinión y aceptó una bandeja que contenía salami, mostaza, mantequilla de maní, jalea, pan integral, una bolsa de tortillas chip y agua con un paquete de jugo. |
| Billy Bailey          | Asesinato                                   | Delaware                       | 1996 | Ahorcamiento        | Un filete bien cocido, una papa al horno con crema agria y mantequilla, panecillos con mantequilla, guisantes y helado de vainilla. |
| Wesley Eugene Baker   | Asesinato                                   | Maryland                       | 2005 | Inyección letal     | Pescado empanizado, pasta marinara, ejotes, jugo de fruta de naranja, pan y leche (esto fue lo que estaba en el menú de la prisión ese día). |
| Velma Barfield        | Asesinato                                   | Carolina del Norte             | 1984 | Inyección letal     | Rechazó una comida especial y en su lugar pidió una bolsa de Cheez Doodles y una lata de Coca-Cola de 12 onzas. |
| George W. Barrett     | Asesinato                                   | Gobierno federal               | 1936 | Ahorcamiento        | Pidió 'el filete más grande de la ciudad', pero no lo comió. Después de su ejecución, un reportero que estuvo presente vio el filete en la cocina de la cárcel y decidió comerlo. |
| Martha Beck           | Asesinato en serie                          | Nueva York                     | 1951 | Electrocución       | Pollo frito, papas fritas y ensalada. |
| John A. Bennett       | Violación e intento de asesinato            | Ejército de los Estados Unidos | 1961 | Ahorcamiento        | Camarones con salsa de cóctel, panecillos calientes, pastel, duraznos, leche y café." |
| Brandon Bernard       | Asesinato                                   | Gobierno federal               | 2020 | Inyección letal     | Pizza Meat Lover y un brownie. |
| Rainey Bethea         | Asesinato y violación                       | Kentucky                       | 1936 | Ahorcamiento        | Pollo frito, chuletas de cerdo, puré de papas, pepinos encurtidos, pan de maíz, pie de limón y helado. |
| Kenneth Biros         | Asesinato y robo                            | Ohio                           | 2009 | Inyección letal     | Una pizza de queso, aros de cebolla con champiñones fritos, papas fritas con dip de cebolla francesa, pie de cereza, helado de arándano y un Dr. Pepper. |
| Jesse Bishop          | Asesinato                                   | Nevada                         | 1979 | Cámara de gas       | Filete mignon, ensalada mixta con aderezo mil islas, espárragos, papa al horno con crema agria y un postre no especificado. |
| Gerald James Bordelon | Asesinato                                   | Luisiana                       | 2010 | Inyección letal     | Pescado sac-a-lait frito, cubierto con étouffée de cangrejo de río, un sándwich de mantequilla de maní y mermelada de manzana, y galletas con chispas de chocolate. |
| Alfred Bourgeois      | Asesinato                                   | Gobierno federal               | 2020 | Inyección letal     | Champiñones rellenos de mariscos, un plato de camarones fritos, pasta al pesto con camarones, seis panecillos con mantequilla y pastel de queso. |
| Earl Bramblett        | Asesinato masivo                            | Virginia                       | 2003 | Electrocución       | Rechazó una comida especial y recibió la comida regular del día en la prisión, que consistía en Sloppy joe, papas hervidas, maíz y pastel de chocolate. |
| Andrew Howard Brannan | Asesinato                                   | Georgia                        | 2015 | Inyección letal     | Tres huevos estrellados, papas hash browns, panecillos con salsa, salchichas, waffles de pacanas con fresas, leche, jugo de manzana y café descafeinado. |
| James Briley          | Asesinato, violación y robo                 | Virginia                       | 1985 | Electrocución       | Camarones fritos con salsa cóctel y una bebida gaseosa de limón y lima. |
| Linwood Briley        | Asesinato, violación y robo                 | Virginia                       | 1984 | Electrocución       | Bistec de lomo a la parrilla, papa al horno, guisantes verdes, ensalada con aderezo francés, panecillos con mantequilla, pastel, duraznos, ponche y leche. |
| Cal Coburn Brown      | Asesinato                                   | Washington                     | 2010 | Inyección letal     | Pizza de carne combinada, pie de manzana, café y leche. |
| Russell Earl Bucklew  | Asesinato                                   | Misuri                         | 2019 | Inyección letal     | Un sándwich de gyro, un sándwich de carne ahumada, dos órdenes de papas fritas, una cola y un banana split. Anteriormente, Bucklew había comido un bistec t-bone, ensalada César, pie de manzana a la Mode y una papa al horno antes de que se suspendiera su ejecución. |
| Robert Anthony Buell  | Asesinato                                   | Ohio                           | 2002 | Inyección letal     | Una aceituna negra sin hueso. |
| Robert Earl Butts Jr. | Asesinato                                   | Georgia                        | 2018 | Inyección letal     | Una hamburguesa de queso y tocino, con queso americano y cheddar, un bistec ribeye, seis tiras de pollo, papas fritas sazonadas, pastel de queso y limonada de fresa. |
| Scott Dawn Carpenter  | Asesinato                                   | Oklahoma                       | 1997 | Inyección letal     | Costillas de res a la barbacoa, mazorcas de maíz, frijoles horneados, ensalada de papa y panecillos calientes, servidos con limonada. |